# Girna

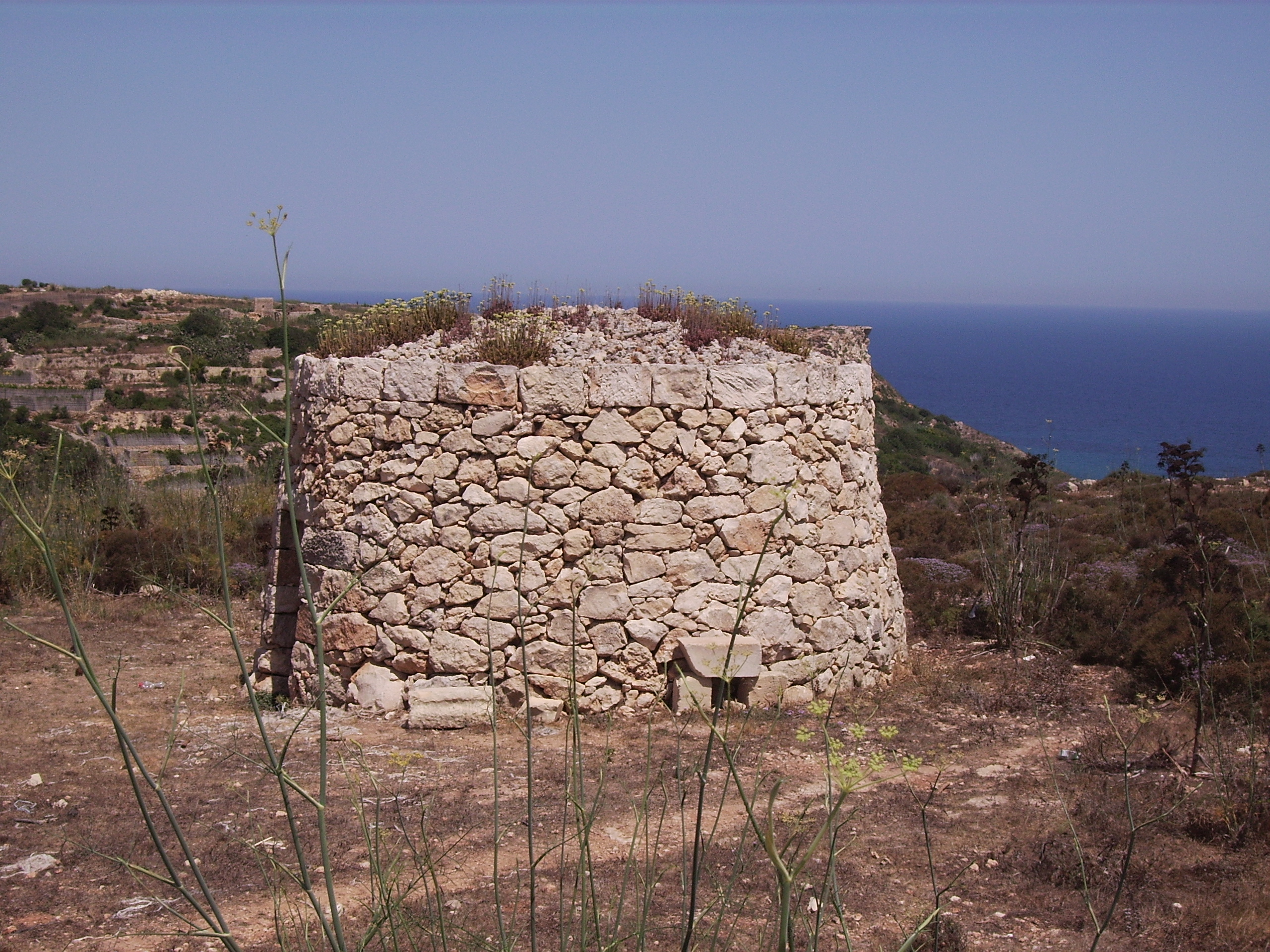
Girna an der San Blas Bay – Gozo

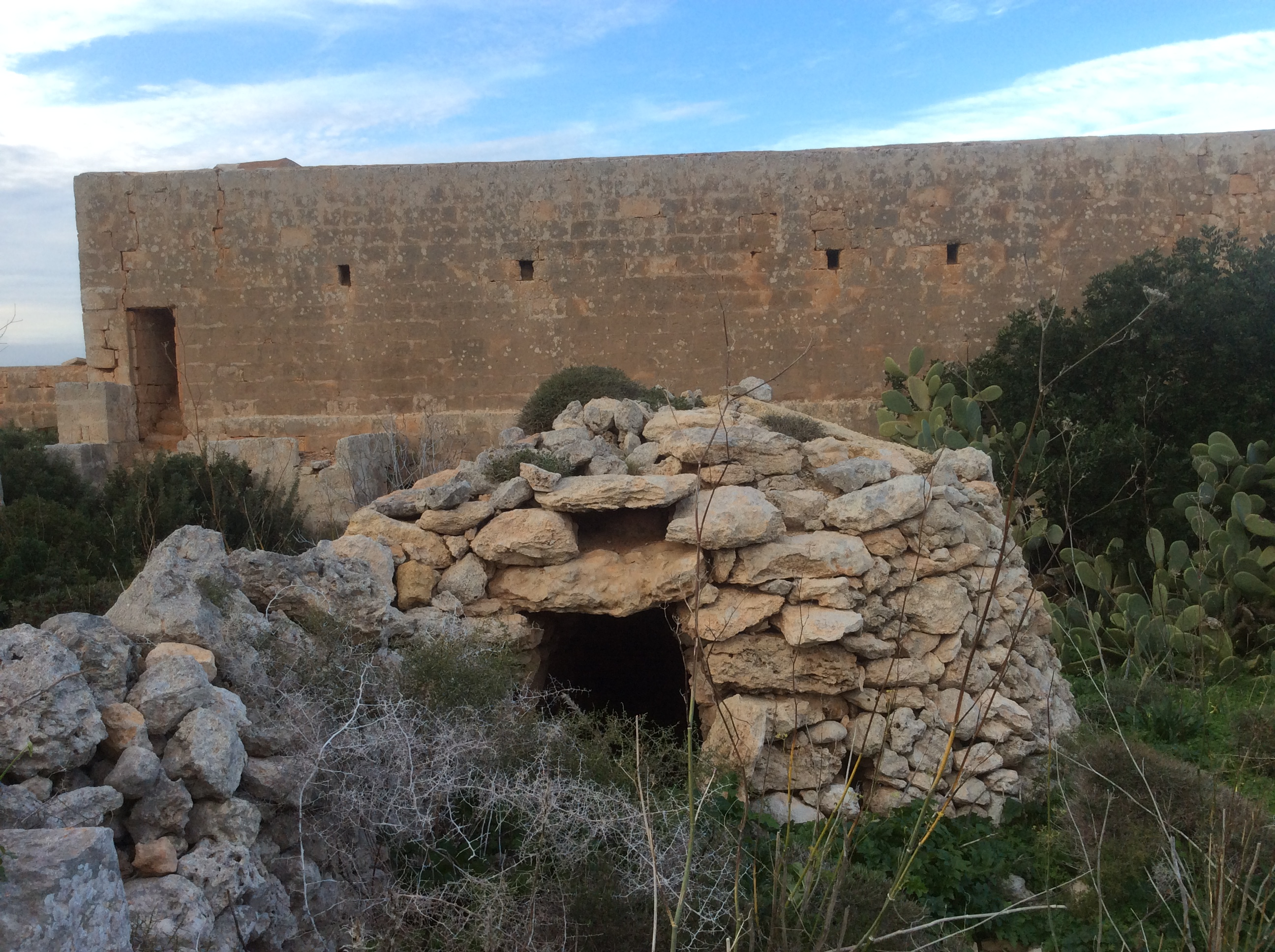
Die Girna beim Devil’s Farmhouse

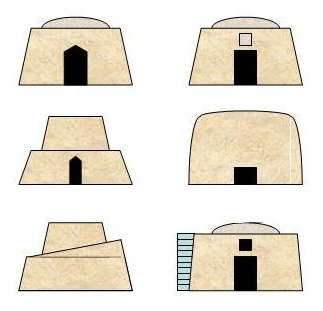
Unterschiedliche Giren

Girna (plur. Giren) heißen Kraggewölbebauten aus Trockenmauerwerk, die in der unverstädterten Hälfte Maltas und auf Gozo als Feldställe oder Schäferhütten zu finden sind. Sie wurden aus unbearbeiteten Feldsteinen gebaut. Ihre Wände bestehen aus einer sorgsam geschichteten äußeren und einer inneren Mauer in Zweischalentechnik. Der Zwischenraum ist lose verfüllt.

## Forschungsstand
Ihre architektonische, völkerkundliche und archäologische Relevanz motivierte seit der Mitte des 19. Jahrhunderts dazu, Untersuchungen über sie anzustellen. Der deutsche Gelehrte Gerhard Rohlfs forschte mehr als 30 Jahre über Strukturen mit Kuppelgewölben in Europa. 1957 veröffentlichte er das Ergebnis in: Primitive Kuppelbauten in Europa. Er vermittelte Informationen über ähnliche Hütten in Italien, an der östlichen Adriatischen Küste, auf Sardinien, in Spanien, Portugal, Frankreich, Irland, auf den Hebriden und in anderen Ländern. Er versuchte durch Vergleichen zu belegen, dass das alte Europa von kuppelförmigen Deckenbauten überzogen war. Die maltesischen Giren erwähnte er allerdings nicht. Aleksandra Faber war die erste, die Maltas Giren in „Le Bunje“ beschrieb.

## Formen
Giren sind im Grundriss rund, oval, quadratisch oder rechteckig. Es gibt kleine, mittlere und große. Manche werden im unteren Bereich durch eine breitere Trockenmauer verstärkt, andere haben im Inneren eingebaute Krippen oder Nischen. Es gibt Giren, die auf anderen Giren errichtet sind, Giren, deren Bauweise völlig aus dem Raster fällt und Pseudogiren. Manche haben Rampen oder Treppen die von außen auf das Dach führen. Auf manchen Dächern findet sich in der Mitte eine niedrige, ovale, Caghqija (maltesisch Kieselstein) genannte konkav gestaltete oder eine andersartige scheinbar funktionslose Steinstruktur. Giren haben anders als der apulische Trullo ein relativ flaches Dach. Es gibt nur einen Eingang und selten dreieckige oder quadratische Fenster, meist über der Tür zur Entlastung des Sturzes.

## Geschichte
Die überlieferte Geschichte der Hütten geht ins 16. Jahrhundert zurück. Als nach der großen Belagerung von Malta (1565) durch die Osmanen Frieden herrschte, zogen die Leute aus den befestigten Siedlungen Valletta und Mdina auf das Land zurück. Sie errichteten einfache Hütten in der Nähe ihrer Felder. Der Stein für die Gebäude wurde aus dem Fels gehauen und man schuf an der Stelle ein für die Hütte geeignetes Fundament. Früh entdeckten die Erbauer, dass die weichen Steine nur etwa 1,5 m überspannen konnten, bevor sie brachen. Um größere Räume zu schaffen, wurde ein System von Bögen benutzt. Heute werden Kragsteintechniken aus bearbeiteten glatten Platten in gozetanischen Landhäusern angetroffen, wo sie als gestufte Decken (z. B. im Dar ta Xmun), Raumbreiten bis 3,65 m überspannen.